# Paragomphus abnormis
Paragomphus abnormis – gatunek ważki z rodziny gadziogłówkowatych (Gomphidae).